# Freddy Kita
Freddy Kita Bukusu, né en 1965, est un homme politique de la république démocratique du Congo. Il est vice-ministre de la Coopération internationale de 2017 à 2019,, puis vice-ministre du Plan depuis septembre 2019.
Il est également le fondateur et l'autorité morale du Mouvement du peuple pour le progrès social, parti politique kino-congolais fondé en 2017.

## Biographie
Freddy Kita entame une carrière politique à l'âge de 20 ans. Hostile au régime du président Mobutu Sese Seko, il rejoint différents mouvements étudiants de défense des valeurs de la démocratie chrétienne.
Il est conférencier international sur les thèmes de la paix, de la démocratie et de la sécurité depuis 2010. Il est le cofondateur et le coordinateur du comité de suivi de l'initiative panafricaine pour la défense de la démocratie (IPDD).
Par la suite, il est cofondateur et signataire de l'acte de Genval en Belgique d'engagement des forces politiques et sociales acquises au changement formant un Rassemblement avec Étienne Tshisekedi.[style à revoir]
Lors de la crise politique de 2016 en république démocratique du Congo, il fait partie des négociateurs et des signataires de l'accord dit de la Saint-Sylvestre, prévoyant le retrait du président Joseph Kabila et la nomination d'un gouvernement d'opposition. Bruno Tshibala qui devient Premier ministre, le nomme ministre de la Coopération internationale.
Il est fait grand chevalier de la Paix le 25 juillet 2015 à Assise (Italie).
Il est désigné le 26 août 2019, Vice-ministre du Plan dans le gouvernement de Sylvestre Ilunga,.

### Vice-ministre de la coopération internationale (2017-2019)
Freddy Kita prend ses fonctions de Vice-ministre de la coopération internationale dans le Gouvernement Tshibala le 18 mai 2017.
Il se rend le 11 juin 2018 avec Bruno Tshibala à Montréal pour participer au Forum économique internationale des Amériques afin de promouvoir l'investissement ainsi que les partenariats publics-privés en RDC. A l'issue de cette tournée il décroche notamment des promesses d'investissement de près de 300 millions d'euros.
Il prend part à la conférence ministérielle africaine le 25 mars 2019 sur l’appui de l’Union africaine (UA) au processus politique des Nations unies sur le conflit au Sahara occidental, organisée à Marrakech au Maroc. Il a notamment appelé au strict respect de toutes les décisions des Nations unies et de l’Union africaine afin de régler une fois pour toutes cette crise du Sahara.

### Vice-ministre du Plan (depuis 2019)
Freddy Kita est désigné Vice-ministre du Plan le 26 août 2019, il prend ses fonctions le 9 septembre suivant. Dès sa prise de fonction il s'engage notamment dans la lutte contre la pauvreté, à ce titre il permet le retour de la collaboration entre l'Armée du salut et le gouvernement congolais.
Il dirige une table ronde avec l'Organisation mondiale de la santé sur la problématique de la riposte au VIH et au Sida chez les adolescents et les jeunes congolais, il préconise une démocratisation des moyens de préventions dans toutes les provinces du pays afin de vaincre l'épidémie.